# Miranda (Castrillón)
Miranda es una entidad singular de población, con la categoría histórica de lugar, perteneciente al concejo de Castrillón, en el Principado de Asturias (España). Alberga una población de 90 habitantes (INE 2009), y, no se enmarca dentro de ninguna de las parroquia de Castrillón, a diferencia de lo que ocurre en el resto de Asturias.

## Barrios
Según el nomenclátor de 2009 el lugar está formada por los barrios de:
- Los Caleyos: 4 habitantes.
- La Curtia: 27 habitantes.
- El Forcón (El Formón en asturiano[2]): 33 habitantes.
- La Granda: 19 habitantes.
- Las Pedreras (Les Pedreres): 7 habitantes.